# Kungsträdgårdsgatan 8

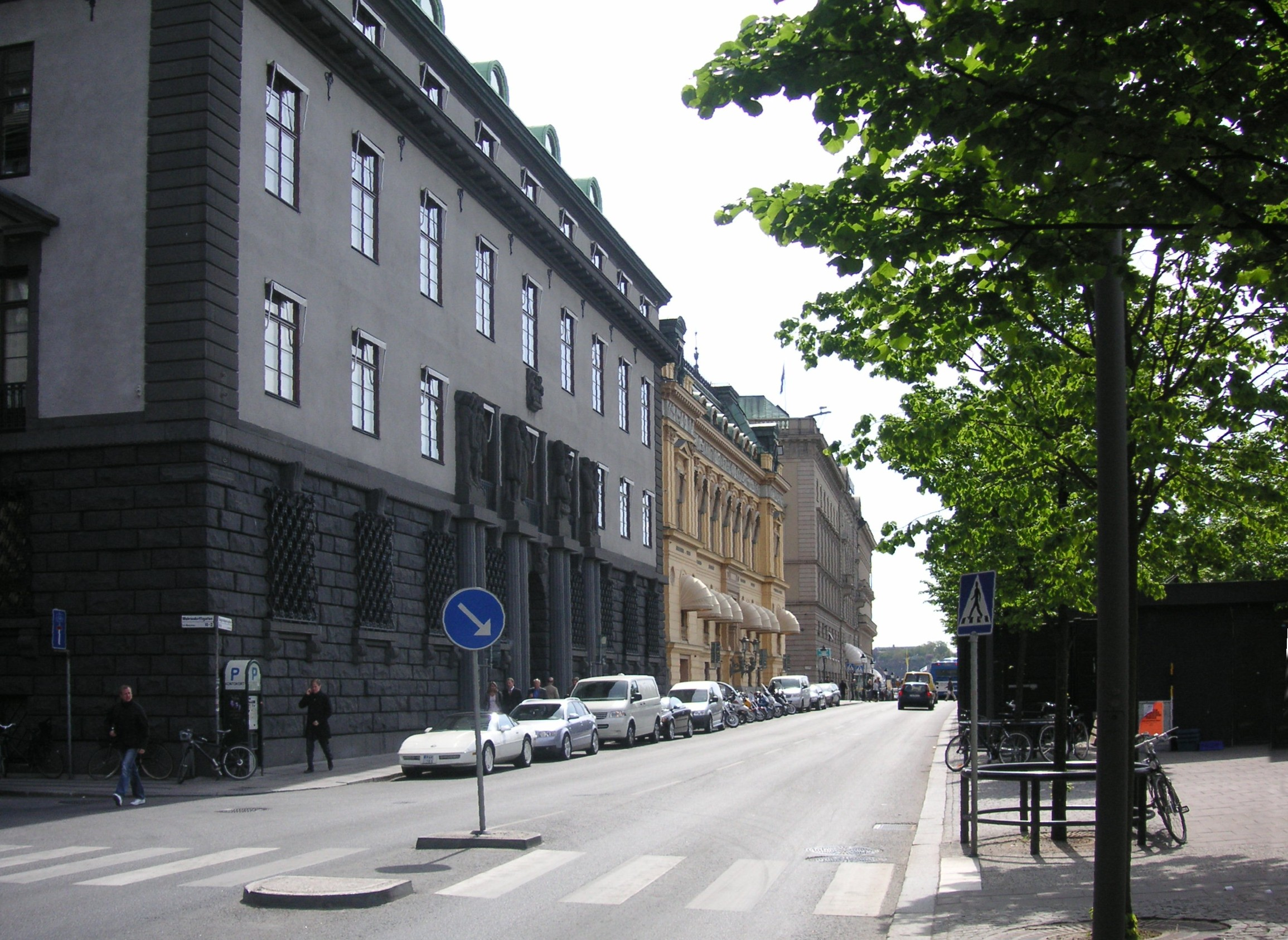
Kungsträdgårdsgatan 8.

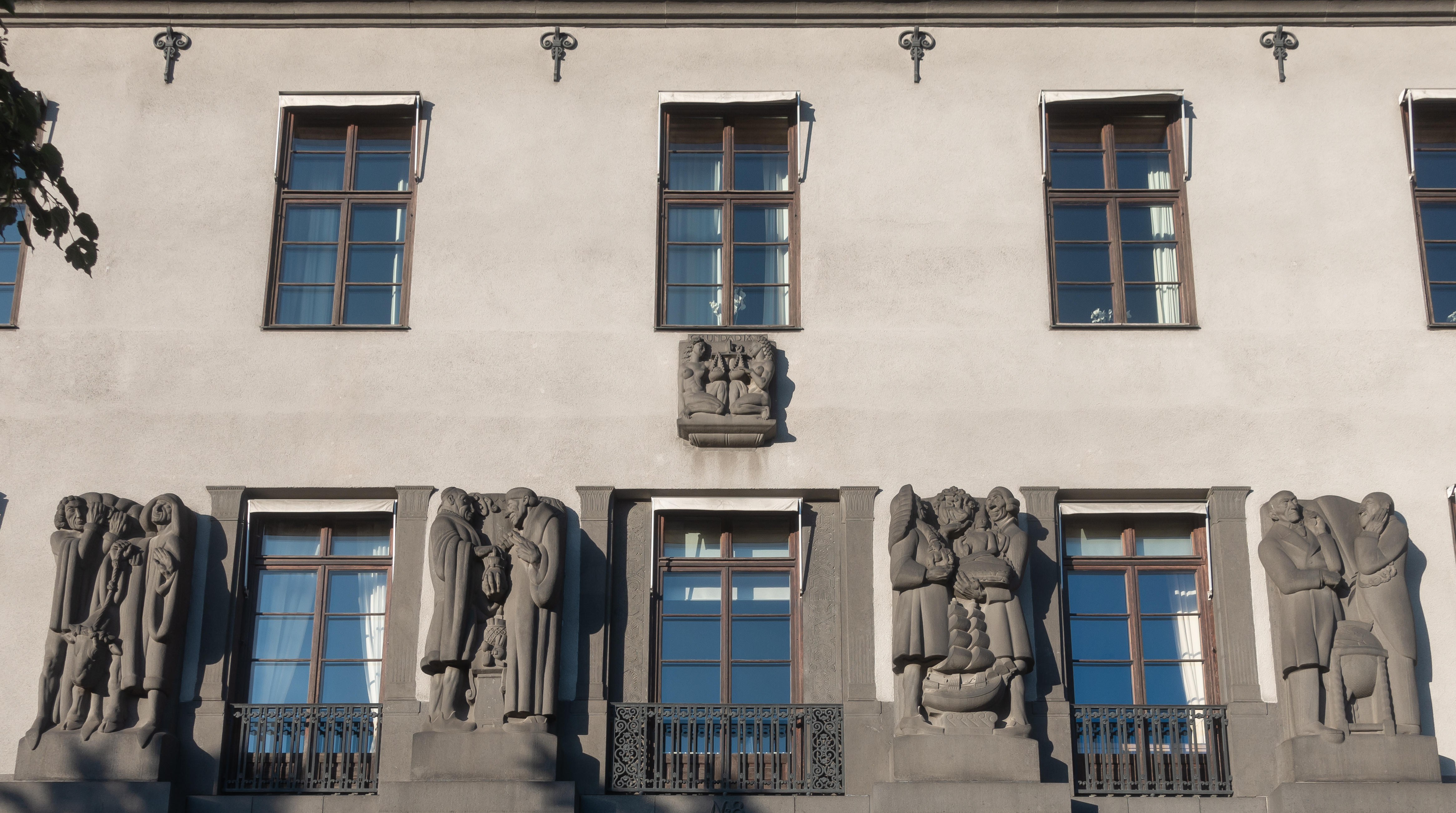
Skandinaviska Enskilda Banken, Kungsträdgårdsgatan 8, Stockholm.

Kungsträdgårdsgatan 8 i Stockholm är adressen för den byggnad som uppfördes 1912–1915 som huvudkontor för Stockholms Enskilda Bank.
Banken hade förvärvat fyra fastigheter i kvarteret Näckström redan 1907 (bland annat Dramatiska teatern och Hôtel du Nord). Gustaf Wickman projekterade samma år ett nytt huvudkontor för banken vilket dock avslogs av ledningen. Wickmans andra förslag som sammanföll med en ny stadsplaneförslag 1910 med en stor fristående byggnad åt Kungsträdgårdsgatan stöddes av verkställande direktören Knut Agathon Wallenberg, men då denne avgått 1911 utlystes istället en begränsad arkitekttävling mellan Gustaf Wickman, Axel Anderberg, Erik Josephson och Ivar Tengbom.
Ivar Tengboms förslag segrade, och fram växte 1912 en mycket genomarbetad bankbyggnad: konstnärligt, materialmässigt såväl som kontorstekniskt. Utformningen medverkade starkt till den begynnande tjugotalsklassicism och kan sägas vara Tengboms konstnärliga och kommersiella genombrott.
Bottenvåningens fasad är utförd i svart diabas från Hägghult i Skåne, där den kraftiga rusticeringens verkan förstärks av de gallerförsedda fönstren. Portalen omges av fyra halvkolonnpar, på vilka skulpturer i putsad svart diabas reser sig i de omgivande terrasitputsade våningarna. Skulpturerna utfördes av Carl Milles och föreställer handel genom historien. Våningarna under det höga koppartaket associerar i former med svenskt 1600-tal.
Den glastäckta bankhallen i bottenvåningen har grå polerad Gustakalksten som dominerande material. På våningen fanns också rum för notariat- och obligationsdelar. I källaren placerades depositionsvalvet med golv av marmormosaik. Mellanvåningen innehöll direktörsrum och på övervåningen fanns styrelserum samt en stor samlingssal för bolagsstämma. Byggnaden försågs med moderniteter som rörpostsystem, paternosterhiss, elektrisk uranläggning, lokaltelefonsystem, larmknappssystem och cleaneranläggning.
Till projektet hörde också Kungsträdgårdsgatan 10 samt Wahrendorffsgatan 4–6.
1960 inreddes vinden, och återigen stod Ivar Tengbom för ritningarna.
Byggnaden är idag huvudkontor för Skandinaviska Enskilda Banken som bildades 1972 genom sammanslagningen av Stockholms Enskilda Bank och Skandinaviska Banken.

## Bilder

Portalskulpturer utförda av Carl Milles
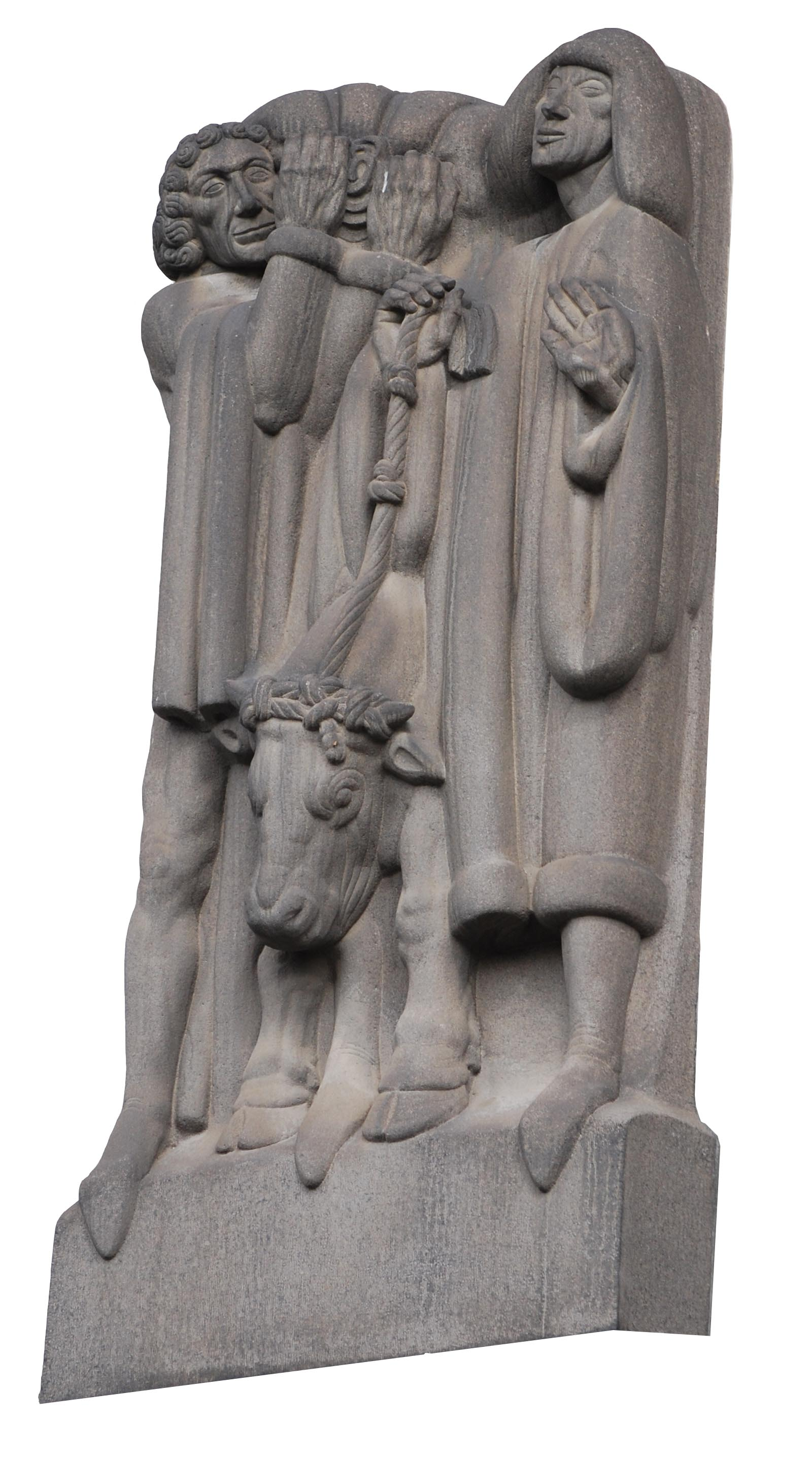
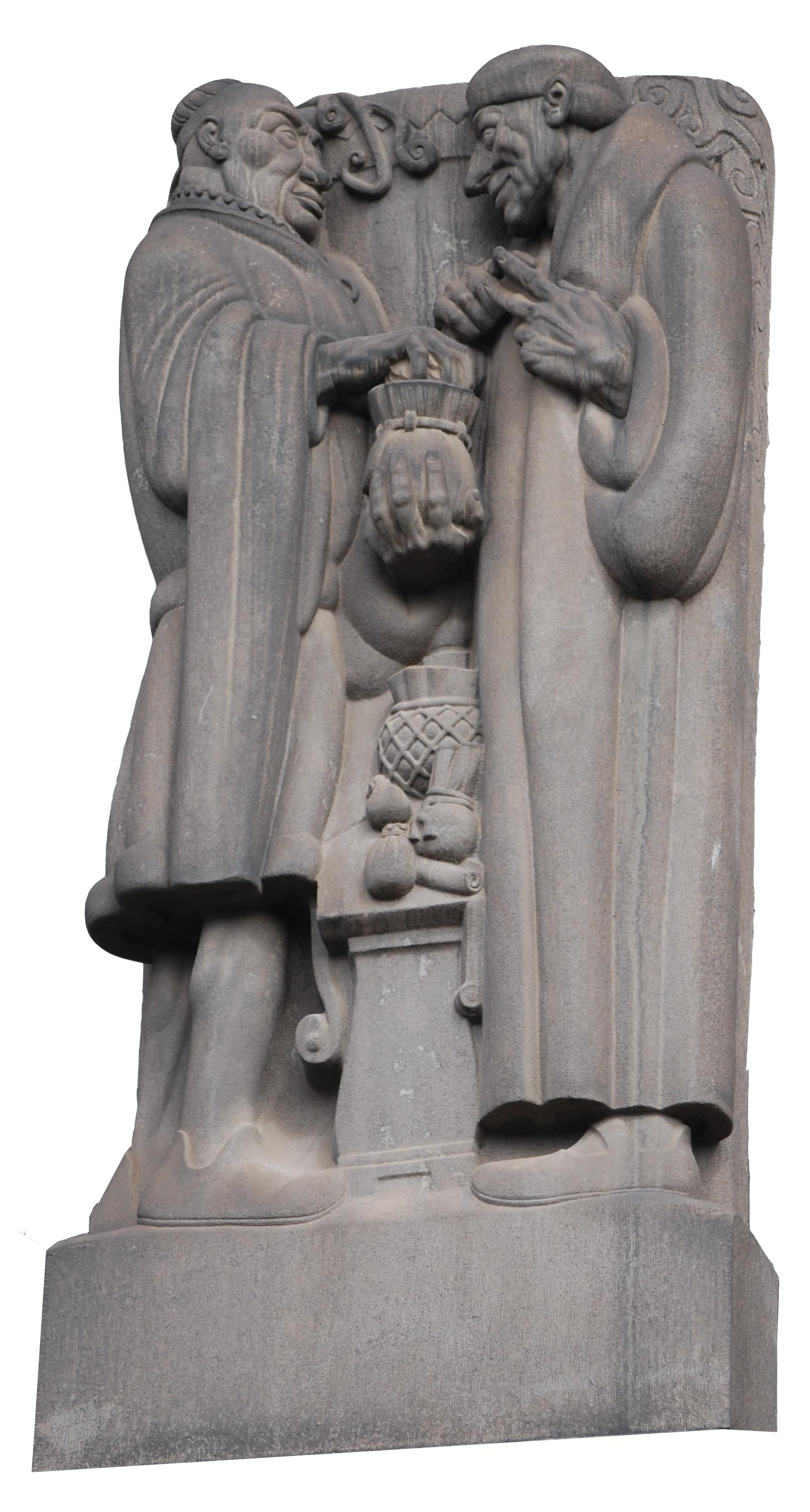
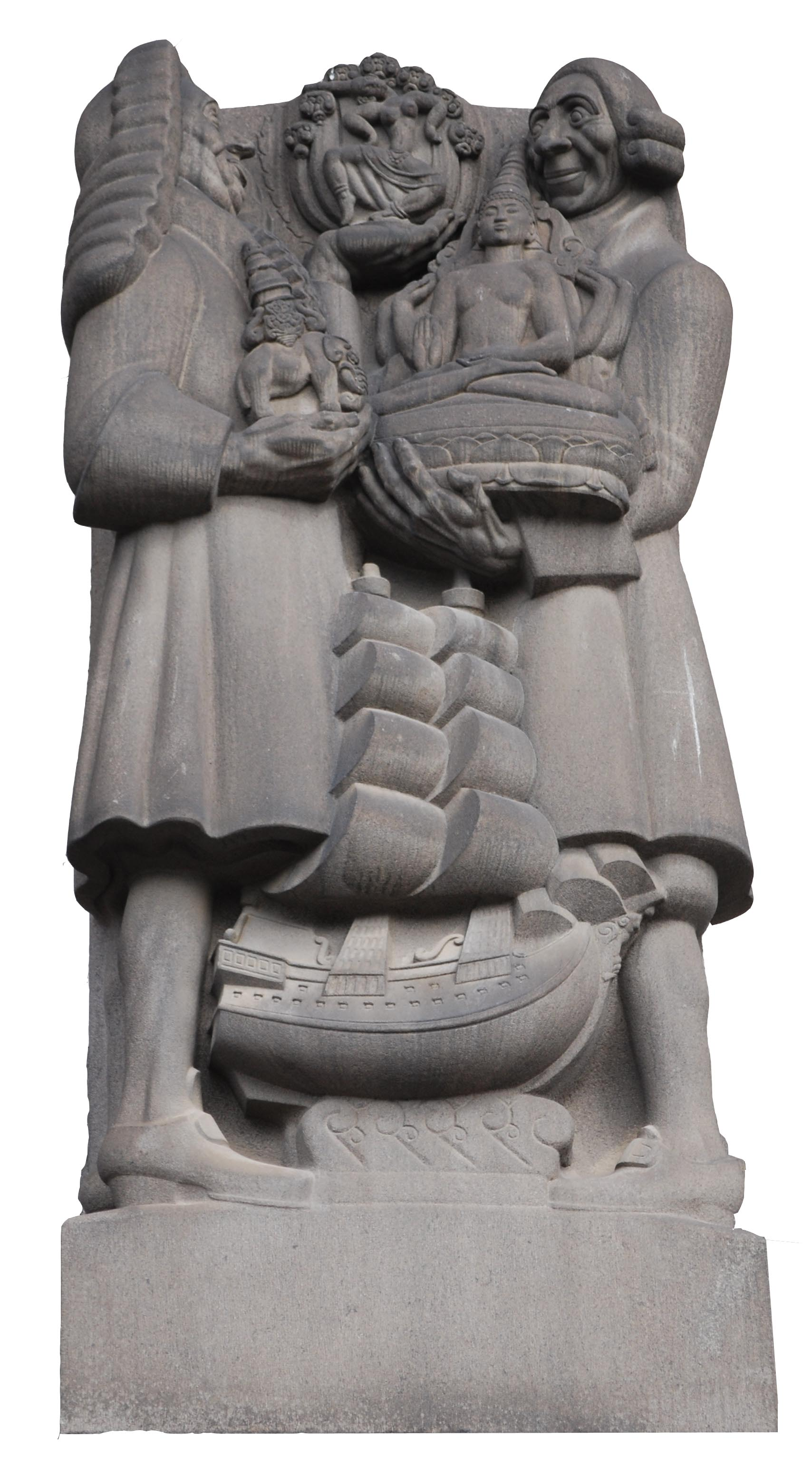
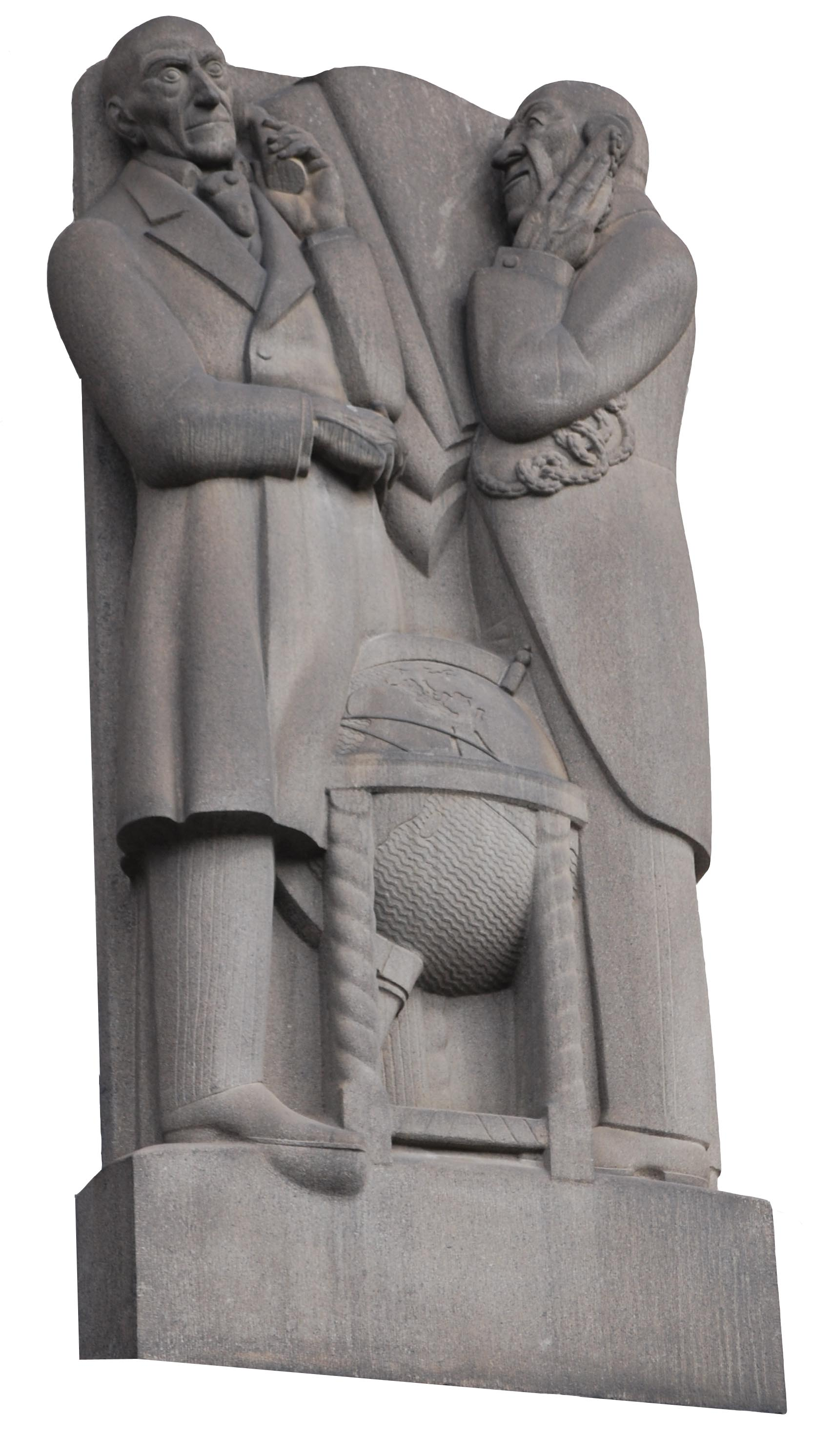